# جوت‌چو
جوت‌چو (ترکی آذربایجانی: Cütçü) یک منطقهٔ مسکونی در جمهوری آرتساخ است که در استان مارتونی واقع شده‌است.